# American Woman
American Woman е песен на канадската рок група Гес Ху, издадена за първи път през януари 1970 г. на едноименния албум, а по-късно през март като сингъл, който достига позиция №1 в Хот 100 на Билборд. Песента е кавърирана от много рок музиканти, включително Лени Кравиц и Крокъс. Включена е в Guitar Hero World Tour.
Албумната версия започва с акустично блус интро:
American woman, gonna mess your mind.
American woman, gonna mess a-your mind.
(Американките, те ще те побъркат.
Американките, ще те побъркат.)
В интрото после се изрича заглавието, после се повтаря първият куплет, който заглъхва и песента влиза в хардрок секцията.
В сингъла интрото е пропуснато и се влиза направо в хардрок секцията.

## История
Корените на песента са в концертен джем на пързалка на кърлинг в Уатерло, Онтарио. Групата се впуска във втория си сет и започва да импровизира някакъв ритъм, за да съживи стълпотворението. Бъртън Къмингс, певецът на групата, започва да импровизира текст, който да пасне на музиката. Те харесват изсвирената продукция и забелязват някакво дете с касетофон, което прави бутлег копие, и поискват касетата от него. В по-късните студио записи оригиналът е оставен почти непроменен; добавени са само няколко стиха.
Скоро след издаването му, Гес Ху са поканени да свирят в Белия дом. Тъй като текстът е заподозрян в антиамериканизъм, Пат Никсън ги моли да не свирят American Woman.

## Интерпретация
Текстът на песента е предмет на дебати, често разтълкуващи го като атака срещу американската политика (в частност военната повинност). Джим Кейл, бас китарист и съавтор на песента, обяснява своето виждане за текста:
Популярното и грешно схващане е, че това е шовинистична песен, което е всичко, но не и същността ѝ. Фактите са, че идваме от много морална, консервативна и приветлива страна, и изведнъж попадаме в Чикаго, Детройт, Ню Йорк – всички онези ужасно големи места с техните проблеми на големия град. След един особено изтормозващ концерт, беше особена наслада да се приберем вкъщи и да видим всички момичета, с които бяхме израснали. Освен това, войната се водеше, и това въобще не допадаше на обществото. Ние нямахме донаборна военна служба в Канада и бяхме благодарни за това. Много хора я наричаха антиамериканска, но не това беше същината ѝ. Ние не бяхме против нищо. Джон Ленън веднъж беше казал, че смисълът на всички песни идва след като се запишат. Някой друг трябва да поеме тълкуванието им.

## Представяне в класациите
| Класация (1970)                                     | Върхова позиция |
| --------------------------------------------------- | --------------- |
| Обединеното кралство (Британска класация за сингли) | 19              |
| Канада Ар Пи Ем Класация на канадските сингли       | 1               |
| Швейцария (Топ 75 сингли на хит парада)             | 4               |
| Австрия (Топ 40)                                    | 7               |
| Нидерландия (Нидерландски класации)                 | 4               |
| САЩ Билборд Хот 100                                 | 1               |
| САЩ Кеш Бокс Топ сингли                             | 1               |